# Friedrich-List-Gymnasium Reutlingen
Das Friedrich-List-Gymnasium (FLG), häufig nur List-Gymnasium, ist das älteste Gymnasium in Reutlingen und eine der ältesten noch bestehenden Schulen im deutschen Sprachraum. Das Gymnasium ist nach dem ehemaligen Schüler und Wirtschaftstheoretiker Friedrich List benannt und pflegt seit 1957 einen neusprachlichen und einen mathematisch-naturwissenschaftlichen Zug.

## Geschichte
Das Gymnasium geht auf eine Klosterschule eines Barfüßerklosters zurück, die erste Erwähnung bezieht sich auf einen Latein-Magister. 1535 wurde das Kloster im Zuge der Reformation aufgelöst und die Schule als städtische Lateinschule weitergeführt, während der Rest der Klostergebäude als Kranken- und Zeughaus genutzt wurden. Bis ins 16. Jahrhundert war dies die einzige Schule der Reichsstadt Reutlingen. Später tagte auch der Reutlinger Rat in dem Gebäude. Trotz der schweren Kriegsschäden des Dreißigjährigen Krieges, die Reutlingen zu tragen hatte, konnte die Lateinschule erhalten werden. Dies ist besonders auf den damaligen Bürgermeister Matthäus Beger (1588–1661) zurückzuführen, der, obwohl die Einwohner- und damit die Schülerzahl stark sank, weitere Lehrer einstellte. Seine weitergehende Reform zur Errichtung eines praktisch orientierten „deutsch Gymnasium“[s] scheiterte jedoch, da die Bildungsidee zu modern für diese Zeit war und es keine vergleichbaren Beispiele in der Umgebung gab.
Der spätere Bürgermeister Johann Philipp Laubenberger (1614–1683) versuchte durch die Einführung einer Schulordnung 1668 ebenfalls eine Verbesserung des Schulwesens herbeizuführen. Die Schulordnung bestand aus 13 Abschnitten, in denen die Organisation der Schule, der Unterricht und das Prüfungsverfahren „Examina“ geregelt wurden. Die Lateinschule stellte damals die einzige Möglichkeit für begabte Schüler dar, die nötige Vorbildung für den Universitätsbesuch zu erlangen. Jedoch zeigte sich, dass die Reform sich auf lange Zeit nicht durchsetzte, da vor allem die Lehrer unter der strengen Ordnung litten. Sie mussten trotz ihres sehr niedrigen Einkommens hohe Bußen bei Missachtung zahlen und konnten ihre Existenz oft nur durch Nebeneinnahmen sichern.
Den Reutlinger Stadtbrand 1726 überstand das Gymnasium unbeschädigt.
1811 wurde die Realklasse gebildet, die die Grundlage für die spätere Oberrealschule war. 1842 wurde aus der Lateinschule ein Lyzeum. Infolge der Deutschen Revolution 1848/49 wurde das Lyzeum bis 1869 zur Lateinschule zurückgestuft.
Als durch die Bevölkerungszunahme im Zuge der Industrialisierung auch die Anzahl der Schüler in Reutlingen anstieg, war der amtierende Rektor Friderich der Ansicht, dass die Schule zu einem Gymnasium ausgebaut werden sollte. Sein Ziel war dabei nicht nur, den Schülern die Werte humanistischer Bildung zu vermitteln, er wollte auch das Ansehen und die Würde der Stadt Reutlingen steigern. Sein Vorschlag wurde bei der Gemeinderatssitzung am 23. September 1885 fast einstimmig angenommen und im April des folgenden Jahres in die Realität umgesetzt. Am 15. Oktober betraten die ersten Schüler das Gymnasium, im Sommer 1887 absolvierte der erste Abiturjahrgang seine Abschlussprüfungen.
Nach Beginn der Weimarer Republik 1918 wurden die Kurzstunde mit 45 Minuten und der Schuljahresbeginn im Frühjahr eingeführt. Es gab politische Neuerungen in Form eines Schülerbeirates und eines Elternausschusses. Während der 1920er Jahre wurde das Hauptgebäude der Schule am Kanzleiplatz umfassend renoviert. Im Rahmen der Wirtschaftskrise sollte die Schule 1931 geschlossen werden, doch dazu kam es aufgrund des Widerspruchs aus der Reutlinger Bürgerschaft nicht.
1934, während der Zeit des Nationalsozialismus, wurde die Einrichtung in „Friedrich-List-Schule“ umbenannt. Im Zuge der Vereinheitlichung der deutschen Schulformen 1936/37 wurde die Schule in „Friedrich-List-Oberschule“ für Jungen umbenannt.
Die Hitlerjugend gewann im Schulsystem ab 1936 immer mehr an Bedeutung. Es gehörten schließlich fast 98 % aller Schüler der HJ an. Die Zahl der Sportstunden wurde auf fünf pro Woche erhöht, ab 1938 wurden auch Militärübungen und Kampfsport zur allgemeinen Schulbildung gezählt. Nach Beginn des Zweiten Weltkriegs 1939 wurde ein SA-Waffenabzeichen Voraussetzung zur Aushändigung des Abschlusszeugnisses, wenn die Schule nicht für den Freiwilligendienst abgebrochen wurde. Gegen Ende des Krieges wurde die Schule nur noch von 150 Schülern besucht, die von 17 Lehrern unterrichtet wurden.
Nach dem Zweiten Weltkrieg wurde der Unterricht am Friedrich-List-Gymnasium 1946 wieder aufgenommen, mit der Einschränkung eines von den französischen Besatzern vorgegebenen Lehrplanes. Im Jahre 1953 griff die Schule ihre Tradition wieder auf, indem sie wieder Latein als erste Fremdsprache einführte. Kurz darauf folgten dank einer Lehrplanreform auch Englisch und Russisch.
Da die Zahl der Schüler vor allem wegen der Adaption eines mathematisch-naturwissenschaftlichen Zuges auf 600 Schüler anstieg (1946 waren es noch 300), wurde der Unterrichtsraum des Gymnasiums 1961 auf den Spitalhof erweitert. Später erreichte die Schule 1981 mit 1000 Schülern ein Maximum. In der folgenden Zeit beeinflussten noch mehrere Reformen den Schulalltag.

## Gebäude und Lage
Das Friedrich-List-Gymnasium nutzt neben dem Fachwerkbau am Kanzleiplatz, der aus dem 16. Jahrhundert stammt, auch ein Gebäude im Spitalhof am Marktplatz. Hier, etwa fünf Gehminuten vom Hauptgebäude entfernt, befinden sich Räume der Klassenstufen fünf bis sieben. Das Spitalhofgebäude verfügt über eigene naturwissenschaftliche Fachräume, ein Lehrerzimmer und einen Schüleraufenthaltsraum. Im Hauptgebäude sind Mittel- und Oberstufe untergebracht. Beide Schulhäuser wurden von 2004 bis 2007 gründlich renoviert. Im Herbst 2003 wurde zudem der naturwissenschaftliche Neubau fertiggestellt, mit je zwei Räumen für Biologie, Chemie und Physik, zwei modernen Computerräumen, Oberstufen- und Arbeitszimmern, einer Schülerbibliothek sowie einer Dachterrasse für Astronomie. In den ehemaligen Fachschaftsräumen entstanden neue Klassenzimmer und ein Multifunktionsraum. Durch die Renovierung des unter Denkmalschutz stehenden ehemaligen Hausmeisterhauses konnte im Rahmen des Investitionsprogramms „Zukunft Bildung und Betreuung“ (IZBB) eine Mensa mit einem modernen Essensbestellsystem eingerichtet werden. Eine gut ausgestattete Sportstätte stellt die Oskar-Kalbfell-Halle neben dem Hauptgebäude dar. Zudem kann die an Volkspark und Pomologie grenzende Rennwiese für den Schulsport genutzt werden. Durch seine zentrale Lage und die Nähe zum Bus- und Bahnhof ist das Friedrich-List-Gymnasium mit den öffentlichen Verkehrsmitteln gut zu erreichen.

## Schulangehörige

### Bekannte Lehrer
- Matthäus Alber (1495–1570), Reformator
- Johann Justus Fleischhauer (1767–1834), Rektor und Pfarrer
- Carl Friedrich Schnitzer (1805–1874), Revolutionär in Reutlingen
- Wilhelm Kapff (1814–1877), Revolutionär in Reutlingen
- Gerd Gaiser (1908–1976), Schriftsteller und Kunstprofessor
- Ernst-Reinhard Beck (* 1945), MdB
- Harald Schneider (* 1945), Studiendirektor für Geschichte, Politik und Erdkunde
- Timm Kern (* 1972), MdL

### Bekannte Schüler
- Matthäus Alber
- Johann Jacob Fezer (1760–1844), Aufklärer
- Friedrich List (1789–1846), Wirtschaftstheoretiker
- Hermann Kurz (1813–1873), Schriftsteller
- Ernst Wendler (1890–1986), Diplomat und Unternehmer
- Friedrich Silcher (1906–1995), Rechtsanwalt und Wirtschaftsführer
- Michael Spohn (1942–1985), Schriftsteller

## Schule-als-Staat Projekte
Im Schuljahr 2012/2013 und 2016/2017 wurde unter der Leitung von Schülern ein Schule-als-Staat-Projekt mit dem Staatsnamen und Projektnamen Listopia geplant und durchgeführt.